# Лозенска планина (защитена зона)
„Лозенска планина“ е защитена зона от екологичната мрежа на Европейския съюз Натура 2000 по Директивата за опазване на природните местообитания и на дивата флора и фауна. Обявена е с решение на Министерски съвет през 2007 г. Управлението на защитената зона се осъществява от Регионална инспекция по околната среда и водите – София.

## География
Защитената зона обхваща площ от 1294,42 хектара в Лозенска планина, в част от землищата на София, Герман и Лозен.

## Местообитания
В защитена зона „Лозенска планина“ предмет на опазване са природни местообитания на отворени калцифилни или базифилни тревни съобщества, полуестествени сухи тревни и храстови съобщества върху варовик, важни местообитания на орхидеи, богати на видове картълови съобщества върху силикатен терен в планините, хидрофилни съобщества от високи треви в равнините и в планинския до алпийския пояс, низинни сенокосни ливади, планински сенокосни ливади, хазмофитна растителност по варовикови скални склонове, термофилни букови гори, субконтинентални пери-панонски храстови съобщества, източно субсредиземноморски сухи тревни съобщества, балкано-панонски церово-горунови гори.

## Флора
Растителността е съставена от средноевропейски и субсредиземноморски широколистни дървесни и тревисти видове. Срещат се цер, космат дъб, горун, благун, обикновен габър, келяв габър. В буковия пояс има обикновен бук и мизийски бук, полски бряст, явор, шестил, хиркански явор, клен, мъждрян, офика и брекина.

## Фауна

### Безгръбначни
От безгръбначните животински видове с голямо значение са буков сечко (Morimus funereus), ценагрион (Coenagrion ornatum), лицена (Lycaena dispar), полиоматус (Polyommatus eroides), осмодерма (Osmoderma eremita).

### Земноводни и влечуги
Важни за опазване са жълтокоремна бумка (Bombina variegata), обикновена блатна костенурка (Emys orbicularis), голям гребенест тритон (Triturus karelinii), късокрак гущер (Ablepharus kitaibelii), зелена крастава жаба (Bufo viridis), медянка (Coronella austriaca), смок мишкар (Elaphe longissima), дървесница (Hyla arborea), ливаден гущер (Lacerta agilis), зелен гущер (Lacerta viridis), сива водна змия (Natrix tessellata), степен гущер (Podarcis muralis), горска дългокрака жаба (Rana dalmatina), пепелянка (Vipera ammodytes).

### Бозайници
От бозайниците с важен природозначим статут са чакал (Canis aureus), горски сънливец (Dryomys nitedula), обикновен (голям) сънливец (Glis glis), Голяма водна земеровка (Neomys fodiens).
На територията на защитената зона се срещат 8 вида прилепи – малък подковонос (Rhinolophus hipposideros), полунощен прилеп (Eptesicus serotinus), полунощен прилеп (Eptesicus serotinus), прилепче на Сави (Hypsugo savii), мустакат нощник (Myotis mystacinus), Ръждив (обикновен) вечерник (Nyctalus noctula), прилепче на Натузий (Pipistrellus nathusii), кафяво прилепче (Pipistrellus pipistrellus).

## Галерия
- Снимки от защитена зона „Лозенска планина“
- Лозенска планина
- Връх Половрак (1182 m)
- Връх Половрак (1182 m) и западната част на Лозенска планина